# 槐東駅
槐東駅（クェドンえき）は、大韓民国慶尚北道浦項市にある韓国鉄道公社（KORAIL）槐東線の駅である。
現在は貨物駅であり、旅客列車の発着はない。

## 駅周辺
周辺にはポスコの製鉄所などがあり、それらへ続く専用鉄道が当駅から伸びている。

## 歴史
- 1971年4月11日：開業。
- 2005年7月1日：旅客取扱中止。

## 隣の駅
韓国鉄道公社
槐東線（貨物線）
孝子駅 - 槐東駅